# Nezumia soela
Nezumia soela är en fiskart som beskrevs av Akitoshi Iwamoto och Williams, 1999. Nezumia soela ingår i släktet Nezumia och familjen skolästfiskar. Inga underarter finns listade i Catalogue of Life.